# Vihuela
A vihuela szóhoz kapcsolódó másik szócikkért keresd fel a Mexikói vihuela szócikket
A vihuela húros hangszer, gitárszerű körvonala, lapos háta van. A 15–16. századi Spanyolországban főúri, királyi udvarokban használták, pengetéssel és vonóval megszólaltatható változatai is voltak. Neve az olasz viola szóval azonos forrásra vezethető vissza.

## Leírása
Hosszúkás, középen elvékonyodó formájú, lapos tetővel, háttal, hajlított kávával felépített hangszer. A fogólap a tetővel egy síkban van, bundozott. A nyak végén enyhén hátradöntött, lapos hangolófej található, benne fa hangolókulcsokkal. Nagyon hasonlít a korai gitárokra. A fennmaradt hangszerek egyikének háta a görög oszlopokhoz hasonlóan barázdált felületű, e típus neve vihuela acanalada, a sima vagy enyhén feszített hátú típus neve vihuela llana.
A vihuela húrozása, hangolása rendszerint követte a korabeli lantokét, leggyakrabban hat kórusos volt. Jellemző hangolása:
- Gg-cc'-ff-aa-d'd'-g'.

A hangszernek egyaránt voltak pengetős és vonós változatai,
- vihuela de mano az ujjakkal,
- vihuela de péñola a pengetővel, plektrummal,
- vihuela de arco a vonóval megszólaltatott hangszer, vagyis a viola da gamba.

## Története
A vihuela említése elsőként a 15. században, az Aragóniai Királyságban fordul elő. A hangszer a 16. században érte el fejlődésének fénypontját, amikor a spanyol királyi udvarok ünnepelt, divatos hangszere lett. Ebben az időben Európa többi részén viszont a lant vált a „hangszerek királyává”, jutott népszerűsége csúcsára. Jellemző erre a kettősségre, hogy amíg Európában a vihuelát „spanyol lantnak” nevezték, a spanyolok a lantot a maguk részéről „vihuela de flandes”-nek, flandriai vihuelának hívták. 
Az Ibériai-félsziget visszafoglalása a móroktól, a reconquista a 15. század végére vált teljessé. A nyugati lant feltehetőleg túlságosan szorosan kapcsolódott a mórokhoz, ezért lehetett szükség egy olyan hangszerre, amin a lant korabeli repertoárja játszható volt, ugyanakkor nem emlékeztetett az arab lantra. E célra volt alkalmas a vihuela.
16. századi tündöklése után fokozatosan átadta helyét az öthúros gitárnak, míg teljesen el nem tűnt a zenei köztudatból. A 20. században gyakorlatilag újra fel kellett fedezni ezt a hangszert, amit tudunk róla, azt a mindössze három fennmaradt példányból, korabeli ábrázolásokból, és különböző leltári jegyzékekből tudjuk. Mindezek ellenére ma már újra szólnak a régi zene híveinek kezében az összegyűjtött adatok alapján rekonstruált hangszerek.

## A vihuela mesterei
Összesen hét vihuelára írott tabulatúráskönyv maradt fenn napjainkig, a következők:
- Luis de Milán (1500 – 1561): Libro de música de vihuela de mano intitulado El maestro, Valencia, 1536
- Luis de Narvaez (kb. 1490 – 1547): Los seys libros del delphin del musica en cifra para tañer vihuela, Valladolid, 1538
- Alonso Mudarra (kb. 1510 – 1580): Tres libros de musica en cifra para vihuela, Sevilla, 1546
- Enriquez de Valderrabano (cca. 1500 – 1557 után): Libro de musica de vihuela intitulado Silva de sirenas, 1547
- Diego Pisador (1509 – 1557): Libro de musica para vihuela, Salamanca, 1552
- Miguel de Fuenllana (kb. 1500 – 1579): Libro de musica para vihuela intitulado Orphenica lira, Valladolid, 1554
- Esteban Daza (kb. 1537 – kb. 1594): Libro de musica en cifras para vihuela intitulado El parnaso, Valladolid, 1576

## Külső hivatkozások
- Duo Chambure spanyol reneszánsz vihuela duett
- Egy vihuela oldal